# 공양왕
공양왕(恭讓王, 1345년 3월 9일 (음력 2월 5일) ~ 1394년 5월 17일 (음력 4월 17일), 재위: 1389년 (음력 11월 15일) ~ 1392년 (음력 7월 12일))은 고려의 제34대 국왕이자 마지막 왕이다.

## 개요
본관은 개성, 성은 왕(王)이고 휘는 요(瑤)이며, 즉위전 작호는 정창군(定昌君), 정창부원군(定昌府院君)이다. 폐위된 이후 공양군(恭讓君)으로 칭해졌으며, 조선 태종이 왕으로 추증하면서 공양왕(恭讓王)으로 일컬어졌다.

## 생애

### 가계
공양왕은 고려의 제20대 국왕인 신종의 7대손이며 정원부원군 왕균과 충렬왕의 서장자인 강양공 왕자(王滋)의 손녀인 국대비 왕씨의 차남이다.

### 즉위
정원부원군 균(鈞)과 그 부인 국대비 왕씨의 둘째 아들로서, 그는 부계와 모계 모두 고려의 왕실이었으며, 외가로는 충렬왕의 4대손에 해당된다. 왕후는 교하(交河) 사람인 창성부원군(昌城府院君) 노진의 여식인 순비 노씨이다. 어려서 정창군(定昌君)에 봉해졌고, 그의 형 정양군 왕우의 딸이 이성계와 신덕왕후 강씨의 아들 이방번과 결혼하여 사돈인 관계로 이성계 일파의 추대를 받아 폐가입진(廢假立眞)이라는 명분으로써 왕위 계승자로 천거되었다.
친명파 신진 사대부인 이성계와 정몽주 등은 1389년(왕창 1년)에 왕창을 폐위시킨 직후에 공양왕을 옹립하였다. 온건 개혁파였던 정몽주 등의 신하들은 공양왕을 보필하며 고려를 재건하려는 필사의 노력을 하였다. 그러나 이성계, 정도전 등은 역성 혁명을 꾀하고 있었고 정몽주가 이성계의 5남인 이방원(李芳遠, 훗날의 조선 태종)에게 길거리에서 난자당해 죽자(친구 장례식 조문하고 바로 문 나오자마자 끔찍하게 살해당했다.) 
온건 개혁파 신료들의 응집력이 약화되어 조정은 와해되었다.

### 폐위
그리고 1392년(공양왕 4년) 이성계와 이방원, 정도전 등은 공양왕을 폐하고 왕위가 양위되어, 고려는 사실상 멸망하였다. 이후 7월 11일에 강원도 원주로 유배되었다가, 8월에 공양군(恭讓君)으로 강등돼 강원도 간성으로 쫓겨났다.
7월 12일 공양왕을 폐한다는 왕대비의 교지가 내려지고, 공양왕을 대신하여 왕대비가 고려국의 국새(國璽)를 가지고 모든 정사를 처리한다. 이튿날 대비는 이성계를 감록국사(監錄國事)로 임명했다. 7월 16일에 국새를 전달받은 이성계는 처소에서 왕위에 오를 것을 요청받고, 이튿날 말을 타고 수창궁(壽昌宮)으로 들어가 즉위식을 치른다. 조선 태조가 즉위 교서를 반포한 것은 그로부터 한참이 지난 7월 28일이다.

### 폐위 후
공양왕은 강원도 간성에 머무르다가 1394년(태조 3년) 3월 14일에 강원도 삼척 궁촌리로 유배지가 옮겨졌다. 4월 17일 궁촌리 마을입구 고갯길에 있는 고돌산의 살해재에서 왕세자 왕석과 함께 시해되었다. 1416년 태종은 공양왕(恭讓王)으로 추봉을 하고, 사신을 보내 그의 능에 제사를 지내었다.

## 능묘
공양왕의 능으로 전하는 묘소는 두 개가 있다. 공양왕의 능은 강원도 삼척시 근덕면 궁촌리(강원도 기념물 제71호)와 경기도 고양시 원당동(사적 제191호) 두 곳에 있다. 삼척의 공양왕릉은 처음 묻힌 곳이고, 고양에 위치한 묘는 조선 왕실에서 시신을 확인하기 위해 불러 올린 뒤 이장한 곳으로 추정된다.
현재는 왕비인 순비 노씨(順妃 盧氏)와 합장되어 있으며 조선 태조의 즉위 3년만인 1394년에 고릉(高陵)의 능호가 붙여졌다.

## 가족 관계
| 고려의 마지막 국왕 | 공양왕 恭讓王 | 출생                               | 사망                                                  |
| 고려의 마지막 국왕 | 공양왕 恭讓王 | 1345년 3월 9일 (음력 2월 5일) 고려 | 1394년 5월 17일 (음력 4월 17일) (49세) 조선 관동 삼척 |

|    |                                               | 생몰년      | 부모                                                                    | 비고                     |
| -- | --------------------------------------------- | ----------- | ----------------------------------------------------------------------- | ------------------------ |
| 부 | 정원부원군 왕균 定原府院君 王鈞               | 생몰년 미상 | 마한국인혜공 왕유 馬韓國仁惠公 王瑈 마한국명예비 신씨 馬韓國明睿妃 申氏 | 제20대 국왕 신종의 7대손 |
| 모 | 국대비 왕씨 國大妃 王氏 삼한국대비 三韓國大妃 | 생몰년 미상 | 연덕부원대군 왕훈 延德府院大君 王塤 안의비 조씨 安懿妃 趙氏             | 충렬왕의 증손녀          |

| 시호                | 본관 | 생몰년     | 부모                                            | 비고 |
| ------------------- | ---- | ---------- | ----------------------------------------------- | ---- |
| 순비 노씨 順妃 盧氏 | 교하 | ? - 1394년 | 제효공 노진 齊孝公 盧稹 명의비 홍씨 明懿妃 洪氏 |      |

| 작호 | 작호                        | 이름  | 생몰년     | 배우자              | 비고                  |
| ---- | --------------------------- | ----- | ---------- | ------------------- | --------------------- |
| 1    | 정성군 定城君 폐세자 廢世子 | 석 奭 | ? - 1394년 | 인천 이씨 仁川 李氏 | 태조 3년(1394년) 교살 |
| 2    | 미상                        | 미상  | ? - 1394년 | 미상                | 태조 3년(1394년) 교살 |

| 작호 | 작호              | 생몰년      | 생모      | 배우자                      | 비고                       |
| ---- | ----------------- | ----------- | --------- | --------------------------- | -------------------------- |
| 1    | 숙녕궁주 肅寧宮主 | 생몰년 미상 | 순비 노씨 | 익천군 益川君 왕집 王緝     |                            |
| 2    | 정신궁주 貞信宮主 | 생몰년 미상 | 순비 노씨 | 단양군 丹陽君 우성범 禹成範 | 세종 3년(1421년) 이후 사망 |
| 3    | 경화궁주 敬和宮主 | 생몰년 미상 | 순비 노씨 | 진원군 晋原君 강회계 姜淮季 |                            |

## 기타
개성 왕씨 성원록에 의하면 공양왕의 아버지 정원부원군 왕균에게는 의령군 맹종에게 출가한 딸과 문하시중 심덕부의 아들인 동지총재 청송 심씨 심정(沈泟)에게 출가한 딸이 있었다 한다. 하지만, 청송 심씨 대동보에는 공양왕의 형 정양부원군 왕우의 딸이 심정에게 출가했다고 기록되어 있다.

## 공양왕의 후손 존재
공양왕의 직계 후손은 단절되었으나, 공양왕의 숙부 네 명 중 한명인 학성부원군 왕향(鶴城府院君 王珦)의 후손이 현재 전해진다.
1392년(공양왕 4) 7월 고려가 붕괴된 후 1394년 4대손 공양왕 요, 정성군 석 부자가 조선 조정으로부터 사약을 받고 죽었다.
그러나 증손 정원부원군의 다른 아들이며 공양왕의 형제인 정양군 왕우(定陽君 王瑀)는 사형당하지 않고 계속 생존해 있었다. 그러나 정양군 왕우는 1397년 3월 23일에 사망하고, 정양군의 두 아들 정강군 귀의군 왕조(定康君/歸義君 王珇), 원윤 왕관(元尹 王琯)아 1398년 조선왕조 제1차 왕자의 난에 휘말려 죽음으로서 자손이 단절되었다.
다른 아들 익원부원군(益原府院君) 왕소(王玿), 평안부원군(平安府院君) 왕정(王鉦)의 행방은 알 수 없다.
둘째 아들 학성부원군(鶴城府院君) 왕향(王珦)의 후손이 현재까지 이어진다. 학성군은 계보상 공양왕의 가장 가까운 친족이 된다.

## 공양왕이 등장하는 작품
- 《개국》(KBS, 1983년, 배우:김진해)
- 《추동궁 마마》(MBC, 1983년 배우:김웅철)
- 《용의 눈물》(KBS, 1996년~1998년, 배우:김영선)
- 《대풍수》(SBS, 2012년~2013년, 배우:김병춘)
- 《정도전》(KBS, 2014년, 배우:남성진)
- 《육룡이 나르샤》(SBS, 2015년~2016년, 배우:이도엽)
- 《태종 이방원》(KBS, 2021년~2022년 배우:박형준)

## 같이 보기
- 한국의 군주 목록
- 고려

### 주해
1. ↑  《고려사》 권91 열전에는 공양왕에게 한 명의 아들(세자 왕석)만이 있다고 기록되어 있지만 《태조실록》 5권에서는 공양왕과 그의 두 아들을 교살하였다고 기록하고 있다.

| 전임 공양왕 (자신) | 고려의 왕실 수장 1392년 ~ 1394년 | 후임 정성군 |